# Parumbrosa
Parumbrosa is een geslacht van schijfkwallen uit de familie van de Ulmaridae.

## Soort
- Parumbrosa polylobata Kishinouye, 1910